# 有沢螢
有沢 螢（ありさわ ほたる、1949年7月29日 - 2023年1月9日）は、歌人。東京都出身。
6歳から独学で歌を作る。聖心女子大学を経て、早稲田大学大学院文学研究科日本文学修士課程修了。
専門歌人としてのデビューは遅く、2000年に第一歌集『致死量の芥子』を出版してから「短歌人」に入会、歌壇で活躍する。その後、超結社歌会「白の会」（世話人・黒瀬珂瀾）に参加。2007年に第二歌集『朱を奪ふ』により日本歌人クラブ東京ブロック優良歌集賞受賞。2011年、連作「ありすの杜へ」により第56回短歌人賞受賞、同年、第三歌集『ありすの杜へ』刊行。「短歌人」会務委員。晩年は髄膜炎による四肢不自由の状態で作歌を続けた。

## 人物
- 「沢」は新漢字であるが、下の名は「蛍」でなく正漢字の「螢」である。
- 第一歌集の時点では「螢」の訓みを「ほたる」ではなく「けい」としていた。
- 高校の教諭であり、教育現場を扱った職業詠が多い。

## 著書
- 致死量の芥子 砂子屋書房 2000.8
- 朱を奪ふ　砂子屋書房　2007.3
- ありすの杜へ 砂子屋書房 2011.9
- 現代短歌文庫123 有沢螢歌集 砂子屋書房 2015.6
- シジフォスの日日 短歌研究社 2017.12
- 虹の生まれるところ オリエンス宗教研究所 2020.3
- 縦になる　短歌研究社　2022.6